# Бискайя Арена
Бискайя Арена (исп. Bizkaia Arena) — многоцелевая крытая спортивная арена, расположенная в Баракальдо (Испания). Её вместимость составляет 15 414 зрителей для баскетбольных матчей, 18 640 для иных спортивных событий и 26 000 для концертов. Арена является частью комплекса «Выставочный центр Бильбао» (исп. Bilbao Exhibition Centre), открытого в апреле 2004 года.
Арена регулярно принимает у себя баскетбольные матчи, так она стала одной из шести площадок Чемпионата мира по баскетболу в 2014 году.

## История
Бискайя Арена использовалась в качестве домашней площадки испанского баскетбольного клуба «Бильбао» в  сезоне 2009/10. В другие сезоны «Бильбао» проводит некоторые свои важнейшие матчи на Бискайе Арене. Кроме того здесь проходил Финал восьми Кубка Испании в 2010 году.
Также на арене 6 октября 2013 года прошёл предсезонный матч между «Бильбао» и клубом НБА «Филадельфия 76-е».
Бискайя Арена принимала у себя поп и рок концерты, оперу, ледовые шоу, политические собрания, религиозные встречи и другие мероприятия.